# Antoine Hazoume
Pour les articles homonymes, voir Hazoumé.
Antoine Hazoume, né le 21 février 1920 à Porto-Novo et mort empoisonné le 24 décembre 1966 à Fort-Lamy, est un homme politique et un agent des renseignements français. Il a opéré entre les années 1950 et 1960, période trouble du passage des colonies de l'empire colonial français vers les indépendances.

## Biographie
Né le 21 février 1920 à Porto-Novo, la capitale officielle et historique du Dahomey (aujourd'hui Bénin), Antoine Hazoume est le fils de Paul Hazoumé, un ethnologue, chercheur, écrivain et homme politique béninois né en 1890 à Porto-Novo et mort en 1980 à Cotonou. Il est issu de l'ethnie minoritaire Yoruba.
Comme bon nombre de ses compatriotes de cette époque, il se rend en AEF (Afrique-Équatoriale française) pour y tenter sa chance. Il s'installe à Brazzaville et milite au sein du PPC (Parti progressiste congolais), fondé en 1946 par Jean Félix-Tchicaya. Celui-ci est cofondateur et vice-président du Rassemblement démocratique africain (RDA), une fédération de partis politiques africains dont le PDCI (Parti démocratique de Côte d'Ivoire) de Félix Houphouët-Boigny prend rapidement le leadership.
Jean Félix-Tchicaya, grand pourfendeur du colonialisme à l’Assemblée nationale française, où il siège pendant toute la IVe République, est proche du Parti communiste français. En fait, le Congo-Brazzaville, dans ces années de décolonisation, est considéré comme l’une des lignes de front de la lutte anti-communiste en Afrique francophone. Paris veut à tout prix que le futur Congo indépendant ne soit pas tenu par les « rouges », mais par un responsable politique ami. Paris avait aussi initialement espéré faire de Brazzaville le pivot de l’action française en Afrique centrale en direction du Congo-Kinshasa, parce que tous les complots qui visaient l’ex-Congo belge passaient par Brazzaville.
Antoine Hazoume gravit rapidement les échelons au sein du PPC-RDA et en devient en 1957, le secrétaire général, remplaçant son compatriote greffier au Tribunal de Brazzaville, Yves Marcos. La même année, la ligne officielle du RDA évolue et Jean-Felix Tchicaya, bien qu'étant cofondateur du RDA, n'apparait plus comme étant son meilleur atout au Moyen-Congo. Avec la loi-cadre Defferre de 1956, le RDA entame un virage pragmatique. Dans ces années de guerre froide, Houphouet Boigny estime qu'indépendance et développement ne riment pas forcément avec le rejet de ce que la colonisation française a apporté. La France et ses alliés francophones, dont le président ivoirien, misent alors sur l'abbé Fulbert Youlou, nouveau venu sur la scène politique congolaise,,.
Deux hauts dignitaires du RDA sont mandatés à Brazzaville pour négocier ce virage politique. Le docteur Youssoupha Sylla et Ouezzin Coullibaly découvrent alors les talents d'Antoine Hazoume qui opère activement le transfert d'affiliation politique du PPC de Jean-Felix Tchicaya vers l'UDDIA (Union démocratique pour la défense des intérêts africains) de Fulbert Youlou.
Transfuge du PPC vers l'UDDIA, Antoine Hazoume devient conseiller politique de Youlou et agent d'influence du RDA à Brazzavile.
En 1959, Antoine Hazoume intègre le séminaire de la Djoumouna (école des cadres anticommunistes) dirigé par Alfred Delarue, dit "Monsieur Charles", ancien inspecteur des renseignements généraux de la préfecture de police de Paris, compromis sous l'occupation. Hazoume s'y distingue et est repéré comme le meilleur élément. C'est à ce titre qu'il intègre le cabinet politique de l'abbé, dont il est nommé directeur.
Le 4 février 1960, il est l'une des figures clés de la réunion de Madibou. On estime que c'est à cette période qu'intervient son recrutement comme agent du SDECE dirigé par Maurice Robert.
Le 24 décembre 1966, la veille de Noël, le résident du SDECE au Tchad trouve son corps étendu, mort, dans la chambre 108 de l’hôtel La Tchadienne à Fort-Lamy devenu aujourd'hui N’Djaména. Il semblerait qu'il ait été empoisonné.

## Hommage
En 2015, à la faveur d'un reportage sur Jacques Foccart, le premier "Monsieur Afrique" de la Ve République et ses réseaux, diffusé par RFI, Edgard et Alain Hazoumé, les fils d'Antoine, qui ignoraient tout de cette facette de leur père, apprennent avec stupeur que celui-ci était en fait agent des services secrets, agent du SDECE, et acteur de la Françafrique.
Tout de suite après sa disparition, des individus vont fouiller la maison d'Antoine Hazoumé et emporter deux valises pleines de documents. Ils en oublieront certains dans la cave, que la famille a décidé de déposer aux archives nationales, au sein d’un « fonds Hazoumé ».
C'est grâce à la « Grande Collecte » organisée par les archives nationales de France du 18 au 20 novembre 2016, que l’histoire d’Antoine Hazoumé, cet homme de l'ombre, agent des services secrets français, conseiller politique de plusieurs chefs d’État d’Afrique centrale et occidentale a pu être révélée au grand jour. Le mérite en revient en grande partie à Jean-Pierre Bat, agrégé et docteur en histoire, responsable de ce fonds d’archives d'une richesse exceptionnelle.
Cette collecte permet aux Français et aux personnes résidant en France de pouvoir apporter dans cent lieux de collecte des photos, des courriers, des carnets qu’ils détiennent et qui peuvent enrichir la mémoire collective. Le thème retenu en 2015 était " Afrique France, XIXe – XXe siècle ". Disponibles en libre accès, ces documents conservés aux Archives nationales, à Pierrefitte, dans la banlieue nord de Paris, peuvent désormais livrer leurs secrets.
Flore Hazoumé, la fille d'Antoine, née à Brazzaville en 1959, dans son récit "Je te le devais bien..", rend hommage à ses deux parents, d'abord à sa mère congolaise, tante de l'homme politique Bernard Kolelas et ensuite à son père béninois.